# Ingosstrakh
“Ingosstrakh”SPAO是俄罗斯最大的保险公司之一，属于俄罗斯骨干保险公司类别。自1992年私有化以来，审计师为国际跨国公司PricewaterhouseCoopers。全名—Ingosstrakh公共股份保险公司。注册资本 - 275亿卢布。总部设在莫斯科。在收取的保险费方面一直位居俄罗斯保险公司前 5 名， 1993-1994年和2005-2009年排名第

## 历史
Ingosstrakh 是 1947 年 11 月 16 日成立的苏联外国保险总局的权利继承人。1972年改制为国有100%出资的股份制公司，1992年私有化。
第一家外国子公司于 1924 年在伦敦成立 - Blackbulsey（2003 年停止运营）和 1927 年在汉堡 - SOFAG（2016 年出售给保险公司 SOGAZ)。
“Ingosstrakh”保险公司负责人:
| 姓,名, 父名                       | 职位                                              | 年                 |
| --------------------------------- | ------------------------------------------------- | ------------------ |
| Yezhov Ivan Prokhorovich          | 苏联外国保险部部长                                | 1947—1968          |
| Karpovich Sergey Georgiyevich     | 苏联外国保险部部长 Ingosstrakh 苏联股份公司董事长 | 1968—1981          |
| Bogdanov Leonid Leonidovich       | 苏联外国保险部部长 Ingosstrakh 苏联股份公司董事长 | 1981—1988          |
| Safronov Mikhail Arsen'yevich     | Ingosstrakh 苏联股份公司总裁和董事长              | 1988—1992          |
| Kruglyak Vladimir Petrovich       | Ingosstrakh 苏联股份公司总裁                      | 1992—1998          |
| Belov Yuriy Arnol'dovich          | Ingosstrakh OSAO总经理                            | 1998—1999          |
| Fradkov Mikhail Yefimovich        | Ingosstrakh OSAO总经理                            | 1999—1999          |
| Tumanov Yevgeniy Mikhaylovich     | Ingosstrakh OSAO总经理                            | 1999—2001          |
| Shcherbakov Vyacheslav Ivanovich  | Ingosstrakh OSAO总经理 Ingosstrakh OSAO总裁       | 2001-2004 至2008年 |
| Dubrovskaya Tat'yana Borisovna    | Ingosstrakh OSAO总经理                            | 2004—2005          |
| Grigor'yev Aleksandr Valer'yevich | Ingosstrakh OSAO总经理                            | 2005—2014          |
| Volkov Mikhail Yur'yevich         | Ingosstrakh 公共股份保险公司总经理                | 2014—2019          |
| Sokolov Konstantin Borisovich     | Ingosstrakh 公共股份保险公司总经理                | 2019—2021          |
| Larkin Andrey Sergeyevich         | Ingosstrakh 公共股份保险公司总经理                | 2021年-现在        |

## 业主及管理层
截至2022年，Ingosstrakh主要股东为意大利保险公司Assicurazioni Generali（38.5%），其余股份为不知名的少数股东所有。拥有约 40% 股份的 Alexander Mamut 于 2007 年将其股份出售给由捷克集团 PPF Investments 管理的 PPF Beta Ltd。2007 年 1 月，PPF 集团与全球主要保险公司 Generali（意大利）成立 Generali PPF Holding控股公司，以在东欧和中欧开展保险业务。PPF在俄罗斯的所有保险资产，包括Ingosstrakh的股权，都转移到了这家控股公司。2013年1月，PPF和Generali宣布分拆保险业务，根据交易条款，该控股在 Ingosstrakh 的股份将转让给意大利保险集团。 
自 2004 年 5 月起， Vyacheslav Shcherbakov 一直担任 Ingosstrakh 的总裁，以及公司董事会副主席。2007年，他成为董事长。Vyacheslav Shcherbakov 于 2008 年 4 月去世。自 2011 年 5 月 27 日起，Oleg Vikhansky 担任董事长。2005 年至 2014 年 4 月的总经理兼董事长 - Alexander Grigoriev。从 2014 年 4 月到 2019 年 11 月， Mikhail Volkov 担任总经理。自 2019 年 11 月起， Konstantin Sokolov 出任公司总经理。
2021 年 2 月 1 日 Andrey Larkin被选为 Ingosstrakh的新任总经理， 曾任 PJSC VimpelCom（Beeline 品牌）执行副总裁。

## 活动
Ingosstrakh 提供全方位的保险服务。该公司拥有执行俄罗斯联邦保险业务组织法规定的各类保险以及再保险的许可证。
Ingosstrakh 是所有主要的保险公司和保险联营专业协会的成员，包括全俄保险公司联盟、俄罗斯汽车保险公司联盟、全国责任保险公司联盟、国家农业保险公司联盟 (NAI)、俄罗斯航空航天保险公司协会、俄罗斯核保险联营、俄罗斯反恐保险联营。
Ingosstrakh 的再保险合作伙伴是国际公司 AIG、Allianz、AXA、CCR、General Re、Hannover Re、 辛迪加Lloyd’s, Munich Re, Partner Re, QBE, SCOR, Swiss Re, Transatlantic Re, XL Re、俄罗斯国家再保险公司等。
由于拥有 83 个分支机构的区域网络，Ingosstrakh 的服务遍及整个俄罗斯联邦。该公司的办事处遍布俄罗斯的 220 个城市。Ingosstrakh 拥有多家保险公司的子公司，这些子公司的业务遍及国外远近国家。INGO国际保险集团联合其资本 Ingosstrakh 控制超过 50% 的保险公司。迄今为止，INGO 成员有 8 家国外公司，以及 8 家俄罗斯联邦境内的公司。
Ingosstrakh 的四个代表处在远近国家开展活动。该公司在阿塞拜疆、哈萨克斯坦、印度和中国设有办事处。基辅办事处于 2017 年关闭[32]。
2018 年，Ingosstrakh 拥有的 Bud Zdorov 联邦诊所网络在福布斯杂志编制的俄罗斯最大私人诊所排行榜中排名第九。

## 排行榜
连续五年（从 2011 年到 2015 年），Ingosstrakh 作为媒体最活跃的保险公司之一，在被媒体提及最多的保险公司的排行榜中排名第一。在 2016 年、2018 年和 2019 年，它排名第二，仅次于 AlfaStrakhovanie。
该公司一直被列入俄罗斯联邦十大保险公司：
- 2005-2009 — 保费征收第一名
- 2010-2014-第三名
- 2015-2016-第四名
- 2017-第五名
- 2018-第六名
- 2019-第四名
- 2020-第四名

## 保险收入和支付
除强制医疗保险外，某些类型保险的发展动态。
| 年   | 收入（千卢布） | 付款（千卢布） | 派息率 % |
| ---- | -------------- | -------------- | -------- |
| 2004 | 16 954 140     | 6 104 745      | 36.01    |
| 2005 | 24 971 159     | 10 374 068     | 41.54    |
| 2006 | 30 498 801     | 14 301 409     | 46.89    |
| 2007 | 35 095 678     | 17 338 044     | 49.40    |
| 2008 | 42 146 180     | 21 778 404     | 51.67    |
| 2009 | 44 665 329     | 30 758 880     | 68.87    |
| 2010 | 41 166 986     | 28 432 752     | 69.07    |
| 2011 | 52 769 331     | 28 349 637     | 53.72    |
| 2012 | 67 806 253     | 43 813 068     | 64.62    |
| 2013 | 66 619 233     | 45 130 234     | 67.74    |
| 2014 | 65 774 492     | 48 396 353     | 73.58    |
| 2015 | 73 573 028     | 41 192 946     | 55.99    |
| 2016 | 86 629 301     | 39 988 537     | 46.16    |
| 2017 | 79 014 022     | 42 833 921     | 54.21    |
| 2018 | 86 471 968     | 40 779 027     | 47.16    |
| 2019 | 103 273 457    | 50 203 438     | 48.61    |
| 2020 | 106 539 723    | 50 610 671     | 47.50    |

## 最大的保险收益
在 1990 年代末和 2000 年代初，Ingosstrakh 在当时支付了三笔创纪录的款项：与 1998 年 Kupon 卫星的毁灭（8500 万美元）、2006 年 Protek公司仓库的火灾（7500 万美元）和于 2011 年 8 月 18 日发射的Express-AM4 通信卫星毁灭（1.58 亿美元）。

## 奖项和奖品
SPAO Ingosstrakh的活动获得了许多奖项和奖品。2010年5月，Ingosstrakh获得了金蝾螈奖的两项主要奖项：“2009年度公司”和“年度信息开放组织”，公司共获得该奖项22次（包括员工个人提名）。Ingosstrakh 一直被列入 Interbrand 排行榜“最有价值的俄罗斯品牌”。2013 年，该机构的专家估计该品牌的价值为 40.74 亿卢布。
Ingosstrakh 的财务稳定性得到Standard & Poor's 评级机构的确认，该机构在 2018 年（至 2020 年）给予该公司财务稳定性评级和 BBB-（前景稳定）的信用交易对手评级。2019年，AM Best评级机构将公司财务稳定性上调至B++，长期信用评级上调至bbb（前景稳定），同年俄罗斯评级机构Expert RAIngosstrakh 被分配了最高的可靠性等级 ruAAA。2002 年，该公司首次获得 Expert RA 的最高评级 A++ 。